# Estonian International 2023
Die Estonian International 2023 im Badminton fanden vom 12. bis 15. Januar 2023 in der Kalev Sports Hall in Tallinn statt.

## Sieger und Platzierte
| Disziplin      | Gold                             | Silber                           | Bronze                                  |
| -------------- | -------------------------------- | -------------------------------- | --------------------------------------- |
| Herreneinzel   | Yushi Tanaka                     | Alex Lanier                      | Justin Hoh                              |
| Herreneinzel   | Yushi Tanaka                     | Alex Lanier                      | Magnus Johannesen                       |
| Dameneinzel    | Huang Yu-hsun                    | Kristin Kuuba                    | Edith Urell                             |
| Dameneinzel    | Huang Yu-hsun                    | Kristin Kuuba                    | Wong Ling Ching                         |
| Herrendoppelmd | Shuntaro Mezaki Haruya Nishida   | Julien Maio William Villeger     | William Kryger Boe Christian Faust Kjær |
| Herrendoppelmd | Shuntaro Mezaki Haruya Nishida   | Julien Maio William Villeger     | Chia Wei Jie Liew Xun                   |
| Damendoppel    | Paula Cao Hok Lauren Lam         | Moa Sjöö Tilda Sjöö              | Kati-Kreet Marran Helina Rüütel         |
| Damendoppel    | Paula Cao Hok Lauren Lam         | Moa Sjöö Tilda Sjöö              | Maryja Stoljarenko Yelyzaveta Zharka    |
| Mixed          | Mads Vestergaard Christine Busch | Malik Bourakkadi Leona Michalski | Julien Maio Léa Palermo                 |
| Mixed          | Mads Vestergaard Christine Busch | Malik Bourakkadi Leona Michalski | Mihajlo Tomić Anđela Vitman             |